# Siete espadas
Siete espadas o Seven swords (Qi jian) es una película  de Hong Kong,  dirigida por Tsui Hark en 2005, y protagonizada por Sun Honglei, Charlie Yeung, Leon Lai, Donnie Yen.
El director Tsui Hark, uno de los más aclamados de la escena internacional en el género de acción y artes marciales por películas como "Swordsman" o "Érase una vez China", se basó en la novela clásica "Los siete espadachines de la Montaña Tian" para elaborar un proyecto que muestra la acción y el arte de manejar una espada. El reparto esté encabezado por Donnie Yen (Blade 2), Leon Lai (Three), Charlie Young (Butterfly Lovers) y Sun Honglei (El tren de Zhou Yu).

## Sinopsis
China, principios del siglo XVII. La dinastía Ching se instaura en el imperio oriental ante un gran revuelo por sus orígenes manchúes. Los focos rebeldes nacionalistas y anti-manchúes que surgieron, obligaron al gobierno a prohibir las artes marciales en todo el país. Sun Honglei (Viento de fuego), un exoficial del ejército de la anterior dinastía, aprovecha la oportunidad para ganar poder y atacar un enclave del norte llamado Villa Marcial. Un verdugo retirado, Fu Qingzhu, se une a los habitantes de la villa para combatir contra el malvado Sun Honglei. Para ello viajan hasta el Monte del Cielo y piden ayuda al Maestro de la Sombra Resplandeciente. Trepidante película de acción y artes marciales, en el que el amor y el manejo de la espada tienen un papel principal. Desde que en el año 2000 se estrenara "Tigre y dragón", el cine chino sobre artes marciales, también llamado "wuxia", ha ganado multitud de adeptos.